# Pervomaiske, Mașivka
Pervomaiske (în ucraineană Первомайське) este un sat în comuna Mîhailivka din raionul Mașivka, regiunea Poltava, Ucraina.

## Demografie
Componența lingvistică a localității Pervomaiske
     Ucraineană (99,16%)
     Alte limbi (0,84%)
Conform recensământului din 2001, majoritatea populației localității Pervomaiske era vorbitoare de ucraineană (99,16%), existând în minoritate și vorbitori de alte limbi.